# Al-Bayda'
Al-Bayḍāʾ (in arabo البيضاء‎?), anche nota come Al-Baidhah o Beida, è una città dello Yemen, capoluogo del governatorato di al-Bayda', nella zona centrale del Paese, a circa 210km a sud est dalla capitale San'a.